# Calle 181 (línea de la Séptima Avenida–Broadway)
Calle 181 es una estación en la línea de la Séptima Avenida-Broadway del Metro de Nueva York. La estación se encuentra localizada en Washington Heights, Manhattan entre la Avenida St. Nicholas y la Calle 181, y es servida las 24 horas por los trenes del servicio 1.
La estación fue agregada al Registro Nacional de Lugares Históricos en 2005.
El 16 de agosto de 2009, un sector del centenario techo de ladrillos de la estación se derrumbó. No hubo heridos, pero el paso de trenes por el lugar se interrumpió durante una semana. La estación fue rehabilitada el 31 de agosto de 2009.